# وو شيوى تشيوان
وو شيوى تشيوان (بالصينية: 伍修权) (مارس 1908 - 9 نوفمبر 1997) كان ثوري شيوعي صيني وضابط عسكري ودبلوماسي. درس في الاتحاد السوفيتي والتحق بالجيش الأحمر الصيني وشارك في المسيرة الطويلة. بعد تأسيس جمهورية الصين الشعبية شغل منصب نائب وزير الشؤون الخارجية وأول سفير للصين في يوغوسلافيا ونائب وزير إدارة الاتصال الدولي للحزب الشيوعي الصيني. بعد أن قضى ثمانية أعوام في السجن خلال الثورة الثقافية تم تعيين ووشيوى تشيوان نائبًا لرئيس الأركان العامة لجيش التحرير الشعبي في عام 1975 ومن ثم شغل منصب نائب رئيس المحكمة الخاصة التي حاكمت عصابة الأربعة وفريق لين بياو وأدانتهم بالعديد من الجرائم خلال الثورة الثقافية.

## النشأة والتعليم
وُلد وو شيوى تشيوان في مارس 1908 في ووشانغ في مقاطعة خوبي في اواخر حكم أسرة تشينغ الحاكمة في منزل أجداده في مقاطعة يانغشين. أثناء دراسته في مدرسة ووهان المتوسطة كان ناشطًا في الحركة الطلابية وأصبح عضوًا في رابطة الشباب الاشتراكي في الصين تحت تأثير تشن تان تشيو ودونغ بيوو.
في أكتوبر 1925 تم إرساله إلى الاتحاد السوفيتي لدراسة السياسة الدولية في جامعة موسكو صن يات صن. بعد مذبحة شنغهاي عام 1927 أنشأ الحزب الشيوعي الصيني قوته العسكرية الخاصة وانتقل وو شيوى تشيوان إلى مدرسة المشاة في موسكو لتلقي التدريب العسكري. وعمل في الشرق الأقصى الروسي بعد عام 1929.

## مهنة زمن الحرب
عاد وو إلى الصين في مايو 1931 عندما كانت الحركة الشيوعية في نهايتها. جند في الجيش الأحمر وشارك في المسيرة الطويلة. في مؤتمر تسونيى
في عام 1935 عمل وو كمترجم للمستشار اوتو براون لكنه عارض براون ودعم إستراتيجية ماو تسي تونغ على عكس العائدين الآخرين من الاتحاد السوفيتي الذين دعموا خط الشيوعية الدولية الأرثوذكسي.
خلال الحرب الصينية اليابانية الثانية تم تعيين وو رئيسًا لمكتب لانتشو التابع لجيش الطريق الثامن والذي تطور ليصبح مركزًا لتلقي ونقل المساعدات العسكرية من الاتحاد السوفيتي من أجل جهود الحرب الصينية. بعد استسلام اليابان في نهاية الحرب تم تعيين وو رئيس أركان جيش التحرير الشعبي في شمال شرق الصين الذي كان محتلا من قبل اليابان. أصبح وو رئيس لجنة شنيانغ للرقابة العسكرية بعد أن استولى جيش التحرير الشعبى الصينى على المدينة في نوفمبر 1948 وعضوا في حكومة الشمال الشرقي الشعبية عندما تأسست في أغسطس 1949.

## جمهورية الصين الشعبية المبكرة

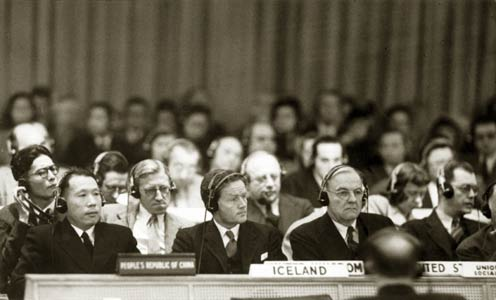
وو شيوى تشيوان (اليسار) في الأمم المتحدة، 1950

عندما تأسست جمهورية الصين الشعبية في أكتوبر عام 1949، تم تعيين وو شيوى تشيوان رئيسًا لإدارة الاتحاد السوفيتي وأوروبا الشرقية بوزارة الخارجية ورافق ماو تسي تونغ في زيارته للاتحاد السوفيتي في يناير 1950. في نوفمبر 1950 حضر وو شيوى تشيوان اجتماع مجلس الأمن التابع للأمم المتحدة كممثل لجمهورية الصين الشعبية. وألقى خطابًا طويلًا أدان فيه الولايات المتحدة بسبب «عدوانها المسلح» في تايوان و «التدخل المسلح» في الحرب الكورية ودعا الأمم المتحدة إلى المطالبة بسحب القوات الأمريكية من كل من تايوان وكوريا.
في عام 1951، تمت ترقية وو إلى منصب نائب وزير خارجية جمهورية الصين الشعبية. في مارس 1953 زار موسكو مرة أخرى كعضو في الوفد الصيني برئاسة رئيس الوزراء تشوان لاي لحضور جنازة جوزيف ستالين.
في سبتمبر 1954، تم انتخاب وو عضوا في وفد سيتشوان في المؤتمر الوطني الأول لنواب الشعب. في مارس 1955 تم تعيينه كأول سفير لجمهورية الصين الشعبية في يوغوسلافيا. انتخب عضوا في اللجنة المركزية الثامنة للحزب الشيوعي الصيني في عام 1956. من أكتوبر 1958 إلى أبريل 1967 شغل منصب نائب وزير إدارة الاتصال الدولي بالحزب الشيوعي الصيني.

## الثورة الثقافية وما تلاها
خلال الثورة الثقافية قاوم وو محاولة كانغ شنغ لاضطهاد الزعيم الكبير وانغ جيا شيانغ. في 8 أبريل 1967 بعد أن نشر ملصقًا كبيرًا يدين الفوضى التي أحدثها المتطرفون في إدارة الاتصال الدولية قام كانج شينغ ولين بياو باعتقال وو كجاسوس أجنبي وسجنه لمدة ثماني سنوات.
في أبريل 1975 عمل المارشال يي جيانيانغ على إعادة تأهيل وو شيوى تشيوان وعيّنه نائباً لرئيس هيئة الأركان العامة لجيش التحرير الشعبي الصيني. بعد نهاية الثورة الثقافية تم تعيين وو شيوى تشيوان نائبا لرئيس المحكمة الخاصة لمحاكمة عصابة الأربعة وزمرة لين بياو. ترأس 16 محاكمة وشارك في 14 محاكمة أخرى. انتخب عضوا في اللجنة المركزية 11th وعضو اللجنة الدائمة في اللجنة الاستشارية المركزية 12th و 13th. كما كان عضوا في اللجنة الدائمة للمجلس الوطني لنواب الشعب والمؤتمر الاستشاري السياسي للشعب الصيني.
نشر وو شيوى تشيوان العديد من المذكرات بما في ذلك رحلة حياتي و ذكريات وو شيوى تشيوان وثماني سنوات في وزارة الشؤون الخارجية.
في 9 تشرين الثاني عام 1997 توفي وو شيوى تشيوان في بكين في سن ال 89.

## عائلة
كان لدى وو شيوى تشيوان أربع بنات وابن من زوجته الأولى. بعد وفاتها تزوج وو شيوى تشيوان من شو هي (徐 和) في عام 1948 في داليان وأنجبت ابنة أخرى. شو كان هو الثالث من خمسة أطفال للمعلم شو يى بينغ. شو شوي كاتب شهير وشو شونشو هو مؤسس صناعة الطائرات الصينية.